# Economía de Portugal
La economía de Portugal se ha transformado en una economía de mercado diversificada y con un peso creciente del sector servicios desde su adhesión a la Comunidad Económica Europea en 1986. Durante las décadas de 1980 y 1990, sucesivos gobiernos impulsaron un amplio proceso de privatización que afectó a compañías estatales y sectores estratégicos, como el financiero, las telecomunicaciones, la energía y los transportes.
El país se integró en la Unión Monetaria Europea en 1999, adoptando el euro como divisa contable, y puso en circulación física la nueva moneda el 1 de enero de 2002, en sustitución del escudo portugués.
Durante la década de 1990, Portugal registró tasas de crecimiento económico superiores a la media de la Unión Europea, favorecidas por la modernización de infraestructuras y la llegada de fondos estructurales europeos. Sin embargo, entre 2001 y 2008, el crecimiento se ralentizó de forma considerable, situándose su producto interior bruto (PIB) per cápita en torno a dos tercios de la media comunitaria.

## Agricultura
En 2018, Portugal fue el noveno productor mundial de aceitunas (740 000 toneladas), el 16.º productor mundial de pera (162 000 toneladas), el 17.º productor mundial de tomates (1,33 millones de toneladas) y el vigésimo mayor productor mundial de uva (778 000 toneladas). El país también produjo, en el mismo año, 713 000 toneladas de maíz, 431 000 toneladas de patata, 344 000 toneladas de naranja, 267 000 toneladas de manzana, 160 000 de toneladas de arroz, además de menores rendimientos de otros productos agrícolas como repollo (137 000 toneladas), cebolla (130 000 toneladas), zanahoria (108 000 toneladas), trigo (67 000 toneladas), melón (57 000 toneladas), avena (55 000 toneladas), etc. Algunos de los productos más famosos de Portugal son aceite de oliva, vino y peras portuguesas.

## Situación actual
Bajo el gobierno conservador de Pedro Passos Coelho (2015), Portugal se compromete en una "política de austeridad" destinada a reducir el déficit público y revitalizar el sector privado: reducción del salario mínimo y de las pensiones de jubilaciónes, aumento de los impuestos y reducción de las ayudas estatales. Sin embargo, el déficit se mantiene en el 4,4% del PIB, lo que genera amenazas de sanciones por parte de la Unión Europea, la precariedad y la pobreza aumentan en el país.

## Datos macroeconómicos

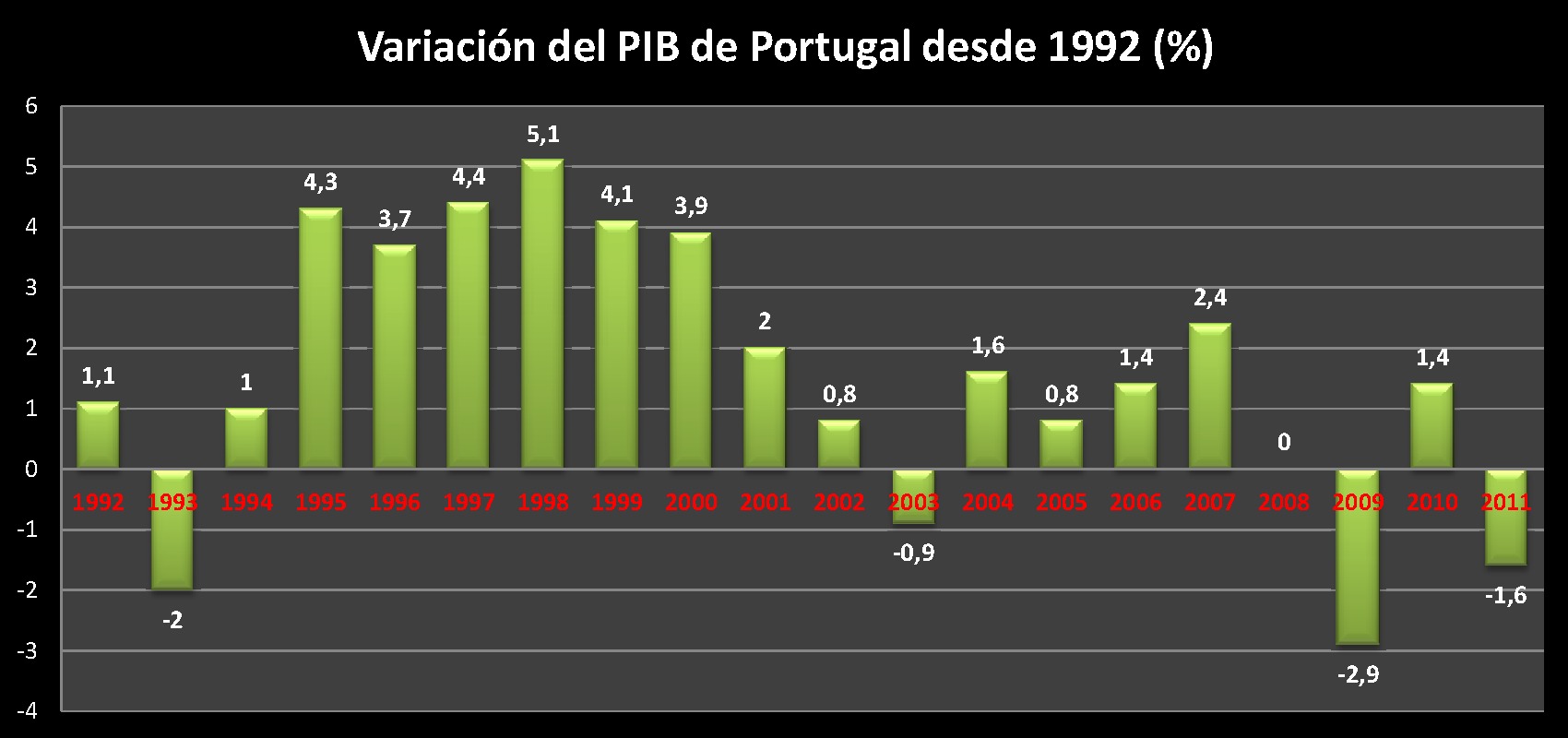

### PIB (producto interno bruto)
- 2000: 159.000 millones de dólares estadounidenses (convertidos según paridad del poder de compra). 173 000,8 millones de euros (tipo de conversión: 1 USD = 1,0882 € al 30/01/01)
- 2006: 192 572 millones de dólares estadounidenses (PIB nominal)

### PIB per cápita

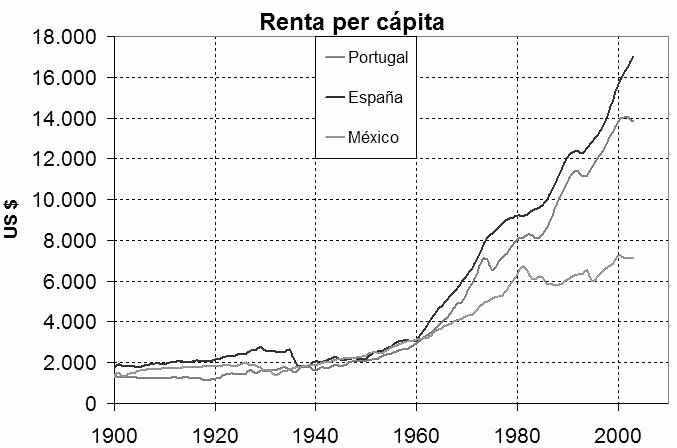
Comparación del PIB per cápita nominal de España, Portugal y México, durante el, basado en World Population, GDP and per cápita GDP.

(Convertidos según paridad del poder de compra). Año 2000
- Año 2000: 15 800 dólares estadounidenses

17 193,56 € (Tipo conversión: 1 dólar = 1,0882 € al 30/01/01)
- Año 2005 19 730

### Distribución del PIB por sectores
Según datos de 2008:[cita requerida]
- Agricultura: 4 %
- Industria: 25 %
- Servicios: 71 %

### Crecimiento PIB
En 2000, se estimó el crecimiento del PIB en 2,7 %.[cita requerida]

### Tasa de inflación
En 2000, la tasa de inflación fue de 2,8 %.[cita requerida]

### Deuda bruta consolidada de las administraciones públicas (% del PIB)
- 2002: 55,5
- 2003: 57,0
- 2004: 58,7
- 2005: 63,9

### Balanza comercial
Importaciones
- 2000: 41 000 millones USD, equivalente a 44 616,2 millones de €
- 2005: 61 100 millones USD

Exportaciones
- 2000: 26 100 millones USD o 28 402 millones de €
- 2005: 38 100 millones USD

Saldo (exportaciones-importaciones)
- 14 900 millones USD o 16 214,18 millones de €

### Población ocupada
- Unos cinco millones, según datos de 2000.

#### Población ocupada por sectores
Según datos de 1999, los porcentajes de ocupación por sectores productivos fueron:
- Servicios: 60 %
- Industria: 30 %
- Agricultura: 10 %

#### Tasa de paro
Según los datos de la Unión Europea, la tasa de paro presentó la siguiente evolución entre 2000 y 2005:
- 2000: 12,0 %
- 2002: 5,0 %
- 2003: 6,3 %
- 2004:
- 2005: 7,6 %

### Moneda
Su moneda anterior era el escudo portugués; desde el 1 de enero de 2002 es el euro.

## Portugal en el contexto internacional
A pesar de su grado de desarrollo, el escaso peso demográfico de Portugal hace que su influencia específica en el contexto internacional sea menor que el de otras potencias europeas. Según datos del Banco Mundial, Portugal ocupa el puesto 30.º en el ranking de mayores economías por PIB, y el puesto 24.º si el indicador que utilizamos es la Renta per Cápita. Portugal tiene una de las tasas de natalidad más bajas del mundo por (menos de un niño por mujer) lo que provocará un inminente pérdida de población si no se corrige la tendencia en las próximas décadas. Según Eurostat, la sanidad portuguesa tiene también unos indicadores muy positivos (267 médicos y 365 camas por cada 100 000 habitantes). A pesar de ello, Portugal es el país europeo con mayor ratio de muertes por VIH (155 personas por cada 100 000 habitantes). Por otra parte, según el Foro Económico Mundial, Portugal es el 46.º país del mundo en el Índice de Competitividad Global. En la siguiente tabla se puede analizar el contexto socioeconómico de Portugal a partir de datos del Banco Mundial, Eurostat y el Foro Económico Mundial:
| Indicador                               | Valor                                                       | Posición en el mundo                                                                       | Incremento                                                                          |
| --------------------------------------- | ----------------------------------------------------------- | ------------------------------------------------------------------------------------------ | ----------------------------------------------------------------------------------- |
| Producto interior bruto (nominal)       | 228 539 250 000 USD Fuente: Banco Mundial (2020)            | Países más ricos del mundo por PIB Portugal: puesto 47.º                                   | 112 649 895 936 USD en 2000 (incr: 102,9 %) Fuente: Evolución entre 1960 y 2009     |
| Superficie                              | 92 391 km² Fuente: Banco Mundial (2008)                     | Países más extensos del mundo Portugal: puesto 110.º                                       | -                                                                                   |
| Población                               | 10 297 080 habitantes Fuente: Banco Mundial (2020)          | Países más poblados del mundo Portugal: puesto 68.º                                        | 10.225.803 habitantes en 2000 (incr: 4%) Fuente: Evolución entre 1960 y 2009        |
| Emisiones de CO2                        | 5,5 toneladas Fuente: Banco Mundial (2007)                  | Países con mayores emisiones de CO2 Portugal: puesto 61.º                                  | 5836 toneladas en 2000 (incr: -5,8%) Fuente: Evolución entre 1960 y 2007            |
| Renta per cápita                        | 22 194 USD Fuente: Banco Mundial (2020)                     | Países con mayor Renta Per Cápita Portugal: puesto 39.º                                    | 11 600 USD en 2000 (incr: 97,5 %) Fuente: Evolución entre 1962 y 2009               |
| Tasa de natalidad                       | 1 personas Fuente: Banco Mundial (2008)                     | Países con mayor natalidad (niños por mujer) Portugal: puesto 171.º                        | 1,52 personas en 2000 (incr: -34,2 %) Fuente: Evolución entre 1960 y 2008           |
| % usuarios Internet                     | 42,1 % Fuente: Banco Mundial (2008)                         | Países con mayor tasa de usuarios de Internet Portugal: puesto 51.º                        | 16,43 % en 2000 (incr: 156,2%) Fuente: Evolución entre 1990 y 2008                  |
| Promedio de días para crear una empresa | 6 días Fuente: Banco Mundial (2009)                         | Países más rápidos para montar una empresa Portugal: puesto 151º                           | 78 días en 2003 (incr: -92,3%) Fuente: Evolución entre 2003 y 2009                  |
| Consumo de energía por habitante        | 2363 kilogramos Fuente: Banco Mundial (2007)                | Países con mayor consumo de energía por habitante Portugal: puesto 50.º                    | 2 473,16 kilogramos en 2000 (incr: -4,5%) Fuente: Evolución entre 1960 y 2007       |
| Terreno dedicado a agricultura          | 38,2 % Fuente: Banco Mundial (2007)                         | Países con más terreno dedicado a la agricultura Portugal: puesto 105.º                    | 41,86 % en 2000 (incr: -8,7 %) Fuente: Evolución entre 1961 y 2007                  |
| Potencia eléctrica consumida            | 4860 kilovatios-hora Fuente: Banco Mundial (2007)           | Países con más potencia eléctrica consumida Portugal: puesto 39.º                          | 4 013,96 kilovatios-hora en 2000 (incr: 21,1 %) Fuente: Evolución entre 1960 y 2007 |
| Superficie forestal                     | 38 630 km² Fuente: Banco Mundial (2007)                     | Países con mayor superficie forestal Portugal: puesto 70.º                                 | 35 830 km² en 2000 (incr: 7,8%) Fuente: Evolución entre 1990 y 2007                 |
| Carreteras pavimentadas                 | 86 % Fuente: Banco Mundial (2004)                           | Países con más carreteras pavimentadas Portugal: puesto 42.º                               | 86 % en 2000 (incr: 0%) Fuente: Evolución entre 1994 y 2004                         |
| Esperanza de vida (mujeres)             | 82,4 años Fuente: Eurostat (2008)                           | Países europeos ordenados por mayor esperanza de vida para mujeres Portugal: puesto 24.º   | 80,2 años en 2000 (incr: 3%) Fuente: Evolución entre 1995 y 2008                    |
| Esperanza de vida (hombres)             | 76,2 años Fuente: Eurostat (2008)                           | Países europeos ordenados por mayor esperanza de vida para hombres Portugal: puesto 17.º   | 73,2 años en 2000 (incr: 4%) Fuente: Evolución entre 1995 y 2008                    |
| N.º de muertes por cáncer               | 155,6 fallecidos/100.000 habitantes Fuente: Eurostat (2008) | Países europeos ordenados por el número de muertes debidas al cáncer Portugal: puesto 20.º | 161,3 personas en 2000 (incr: -3,5%) Fuente: Evolución entre 1995 y 2008            |
| N.º de muertes por VIH                  | 6,3 fallecidos/100.000 habitantes Fuente: Eurostat (2008)   | Países europeos ordenados por el número de muertes debidas al VIH Portugal: puesto 1.º     | 8,9 personas en 2000 (incr: -29,2%) Fuente: Evolución entre 1995 y 2008             |
| N.º de camas en hospitales              | 365,1 unidades/100 000 habitantes Fuente: Eurostat (2004)   | Países europeos ordenados por el número de camas en hospitales Portugal: puesto 29º        | 381,6 unidades en 2000 (incr: -4,3%) Fuente: Evolución entre 1996 y 2004            |
| N.º de médicos en activo                | 267,8 médicos/100 000 habitantes Fuente: Eurostat (2004)    | Países europeos ordenados por el número de médicos en activo Portugal: puesto 17.º         | 263,5 unidades en 2000 (incr: 1,6%) Fuente: Evolución entre 1996 y 2004             |
| Índice de Competitividad Global         | 4,376 unidades Fuente: Foro Económico Mundial (2011)        | Países más competitivos Portugal: puesto 46.º                                              | 4477 unidades en 2008 (incr: -2,3%) Fuente: Evolución entre 2008 y 2011             |

## Comercio exterior

### Importaciones
Se presentan a continuación las mercancías de mayor peso en las importaciones de Portugal para el período 2010-hasta abril de 2015. Las cifras están expresadas en dólares estadounidenses valor FOB.

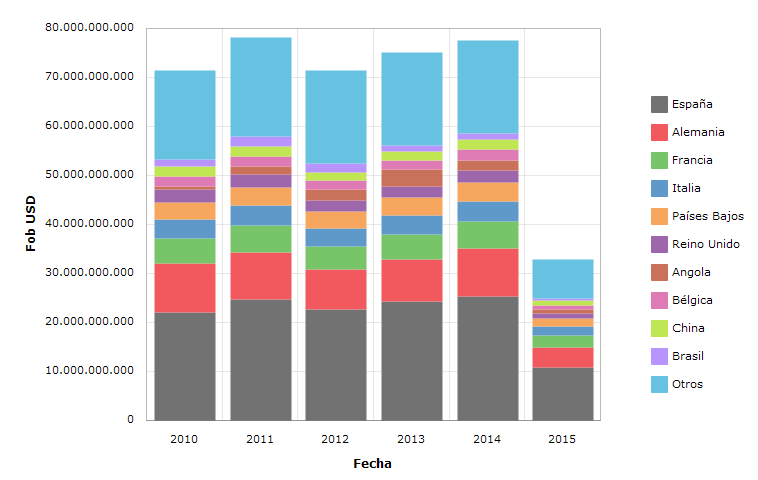
Importaciones de Portugal del periodo 2010-hasta junio de 2015 expresadas en USD valor FOB.

| Fecha Mercadería por capítulo arancelario | 2010           | 2011           | 2012           | 2013           | 2014           | enero-abril de 2015 |
| --- | -------------- | -------------- | -------------- | -------------- | -------------- | ------------------- |
| Combustibles minerales, aceites minerales y productos de su destilación; materias bituminosas; ceras minerales                                                                                  | 11 013 679 814 | 14 020 194 332 | 14 852 474 661 | 14 714 678 052 | 13 165 006 655 | 2 567 900 126       |
| Vehículos automóviles, tractores y demás vehículos terrestres, sus partes y accesorios | 8 417 246 338  | 8 082 401 652  | 5 582 200 790  | 6 063 189 087  | 7 565 855 318  | 2 502 255 235       |
| Calderas, máquinas, aparatos y artefactos mecánicos; partes de estas máquinas o aparatos | 5 958 635 114  | 5 870 653 582  | 5 304 314 918  | 5 669 433 885  | 6 357 640 226  | 1 735 865 536       |
| Máquinas, aparatos y material eléctrico, y sus partes | 5 774 017 777  | 5 842 250 479  | 5 100 269 663  | 5 200 208 132  | 5 430 730 658  | 1 480 685 436       |
| Plásticos y sus derivados | 2 732 226 458  | 3 230 226 283  | 2 968 451 086  | 3 357 757 956  | 3 555 998 872  | 1 000 867 104       |
| Medicamentos envasados | 2 838 784 291  | 2 839 559 857  | 2 666 796 934  | 2 626 789 370  | 2 720 608 657  | 922 335 398         |
| Hierro y acero de fundición | 2 284 718 852  | 2 729 663 529  | 2 362 598 021  | 2 565 145 899  | 2 598 353 459  | 768 133 153         |
| Pescados y crustáceos, moluscos y demás invertebrados acuáticos | 1 560 431 457  | 1 817 218 828  | 1 699 601 584  | 1 712 603 669  | 1 846 239 834  | 534 650 881         |
| Productos químicos orgánicos | 1 190 011 516  | 1 493 367 822  | 1 818 605 724  | 1 658 141 060  | 1 497 331 714  | 346 989 276         |
| Instrumentos y aparatos de óptica, fotografía o cinematografía, de medida, control o precisión; instrumentos y aparatos medicoquirurgicos; partes y accesorios de estos instrumentos o aparatos | 1 353 702 747  | 1 362 691 441  | 1 240 269 703  | 1 362 817 915  | 1 427 579 910  | 426 328 347         |
| Demás capítulos | 28 353 469 524 | 30 972 809 535 | 27 733 099 469 | 30 169 137 321 | 31 396 446 702 | 8 666 599 218       |
| Total | 71 476 923 889 | 78 261 037 340 | 71 328 682 553 | 75 099 902 346 | 77 561 792 005 | 20 952 609 711      |

### Exportaciones
Se presentan a continuación los principales socios comerciales de Portugal para el periodo 2010-hasta abril de 2015. La mayoría de sus importadores están en Europa salvo Estados Unidos y Angola. Las cifras expresadas son en dólares estadounidenses valor FOB.

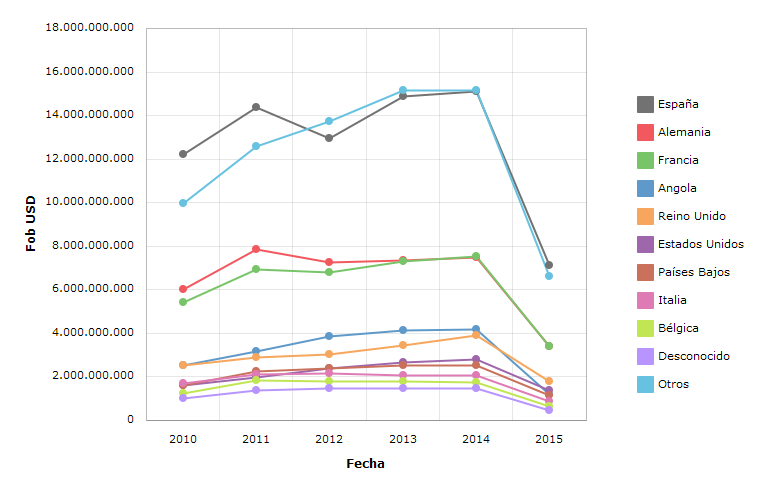
Exportaciones de Portugal del periodo 2010-hasta junio de 2015 expresadas en USD valor FOB.

Mm 
| Fecha País importador | 2010           | 2011           | 2012           | 2013           | 2014           | enero-abril de 2015 |
| --------------------- | -------------- | -------------- | -------------- | -------------- | -------------- | ------------------- |
| España                | 12 197 779 135 | 14 363 875 167 | 12 967 663 263 | 14 890 249 681 | 15 095 878 188 | 4 592 614 253       |
| Alemania              | 5 994 782 921  | 7 832 104 410  | 7 237 363 761  | 7 326 797 760  | 7 497 792 805  | 2 244 151 802       |
| Francia               | 5 398 106 454  | 6 925 714 323  | 6 806 966 823  | 7 290 011 693  | 7 517 400 983  | 2 246 949 299       |
| Angola                | 2 533 202 172  | 3 165 393 906  | 3 852 439 033  | 4 144 128 614  | 4 200 992 445  | 806 990 168         |
| Reino Unido           | 2 503 450 719  | 2 902 451 272  | 3 015 548 790  | 3 451 311 926  | 3 896 227 360  | 1 203 558 533       |
| Estados Unidos        | 1 628 700 680  | 1 981 760 889  | 2 401 280 058  | 2 660 273 709  | 2 799 232 164  | 883 285 294         |
| Países Bajos          | 1 621 924 185  | 2 263 970 470  | 2 391 413 735  | 2 533 543 775  | 2 541 643 838  | 713 703 673         |
| Italia                | 1 700 304 557  | 2 102 598 086  | 2 145 096 069  | 2 059 255 618  | 2 070 982 921  | 577 450 876         |
| Bélgica               | 1 222 012 427  | 1 823 166 254  | 1 775 811 813  | 1 790 715 217  | 1 727 754 197  | 425 401 447         |
| Resto del mundo       | 10 967 138 053 | 13 942 186 803 | 15 193 830 730 | 16 596 295 038 | 16 631 437 936 | 4 555 740 576       |
| Total                 | 45 767 401 302 | 57 303 221 580 | 57 787 414 075 | 62 742 583 030 | 63 979 342 837 | 18 249 845 921      |